# Boruca

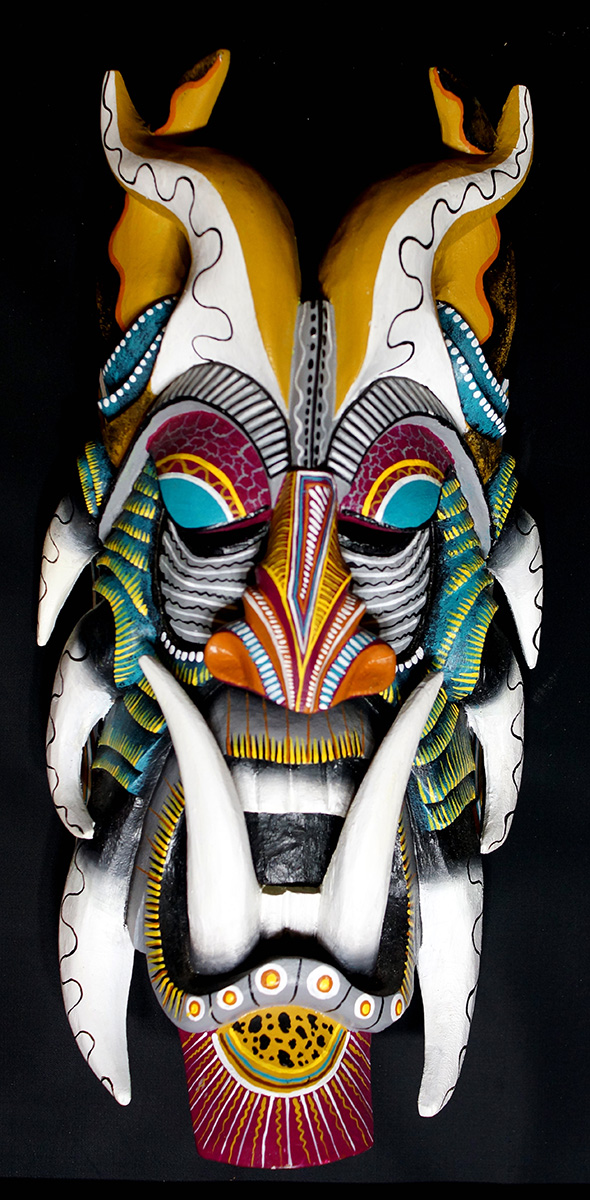
Traditionelle Maske der Boruca (2013)

Die Boruca (auch Brunca oder Brunka) sind ein indigenes Volk in Costa Rica. Ihm gehören etwa 2000 Menschen an, die meisten von ihnen leben in einem Reservat in der Provinz Puntarenas im Südwesten von Costa Rica. Die Vorfahren der heutigen Boruca lebten in mehreren Stammesfürstentümern, die den größten Teil der Pazifik-Küste Costa Ricas beherrschten.
Wie ihre Vorfahren sind die Boruca bekannt für ihre Kunst und ihr Kunsthandwerk, besonders für ihre Webkunst und ihre charakteristisch bemalten Masken aus Balsaholz, die bei den Costa-Ricanern und Touristen als dekorative Elemente beliebt sind. Für die Boruca sind die Masken wichtiger Bestandteil der jährlichen Danza de los Diablitos-Zeremonie (Tanz der Teufelchen), die seit der Kolonisation jeden Winter begangen wird. Der Tanz schildert den Widerstand der Diablitos, die die Boruca darstellen, gegen die spanischen Eroberer.

## Geschichte
Die Boruca gehören zur Gruppe der Talamanca-Indianer des südlichen Costa Rica und Panama. Sie sind ein gemischtes Volk, denn heute gehören neben denjenigen, die sich schon vor der spanischen Kolonisation so nannten, auch viele Nachbarn und frühere Feinde, wie z. B. die Coto, Turrucaca, Borucac, Quepos und die Abubaes, zu den Boruca.
1939 wurde das von der indigenen Bevölkerung bewirtschaftete Land durch ein von der nationalen Regierung verabschiedetes Gesetz zu deren unveräußerlichem Eigentum. 1977 wurde das indigene Gesetz von Costa Rica verabschiedet, das die Grundrechte der indigenen Bevölkerung erklärte. Dieses Gesetz definierte den Begriff indigen, führte die Selbstverwaltung der Reservate ein und gab Begrenzungen für die Landnutzung innerhalb der Reservate vor. Trotz dieser Gesetze sind heute mehr als die Hälfte des indigenen Lands (auf ganz Costa Rica bezogen) nicht in der Hand der indigenen Bevölkerung. Gründe sind z. B. Straßenbau und illegale Landverkäufe. So würde auch die geplante Talsperre Boruca die indigene Bevölkerung erheblich in Mitleidenschaft ziehen, da 8000 ha von indigenem Land überflutet werden würden.

## Sprache
Die Boruca haben eine indigene Sprache, die ebenfalls Boruca oder Brunka genannt wird. Sie ist Mitglied der Familie der Chibcha-Sprachen. Gleichzeitig ist sie auch ein Produkt der Kolonialzeit, denn das moderne Boruca ist eine Mischung verschiedener Sprachen. Die Sprache ist fast ausgestorben, es leben nur noch wenige ältere Leute, die sie fließend sprechen, 30 bis 35 Menschen sprechen sie nicht-fließend. Jüngere Mitglieder der Gemeinschaft verstehen die Sprache normalerweise, aber sprechen sie nicht. Kinder, die die örtliche Schule besuchen, lernen dort Boruca. Für die überwiegende Mehrheit der Boruca ist Spanisch die Muttersprache und auch die einzige Sprache, die sie sprechen.

## Geographie
Die Mehrheit der Boruca lebt in der Reserva Boruca. Dieses Reservat befindet sich im Kanton Buenos Aires in der Provinz Puntarenas im südlichen Pazifik-Bereich von Costa Rica. Das Reservat ist 138,02 km2 groß und liegt in den Talamanca-Bergen. Die Stadt Buenos Aires liegt ungefähr 20 km nördlich.

## Wirtschaft
Die Bevölkerung des Reserva Boruca lebt hauptsächlich von der bäuerlichen Landwirtschaft und dem Verkauf von indigenem Handwerk. Sie sind am besten bekannt für ihre Masken, die stilisierte Teufelsgesichter darstellen. Die Masken sind normalerweise aus Balsaholz oder manchmal aus Zedernholz und können bemalt oder unbemalt sein. Textilien, die die Frauen mit präkolumbischen Webstühlen herstellen, und anderes Handwerk, wie z. B. verzierte Kalebassen, werden ebenfalls verkauft. 